# 青林乡 (大通县)
青林乡，是中华人民共和国青海省西宁市大通回族土族自治县下辖的一个乡镇级行政单位。

## 行政区划
青林乡下辖以下地区：
上阳山村、下阳山村、生地村、毛合湾村、卧马村、雪里合村、中庄沟村、麻哈村、棉格勒村、白土垭豁村、全家湾村和柳林滩村。